# 唐泽剑也
唐泽剑也（日语：／ Karasawa Kenya，1994年7月3日—），日本男子田径运动员。他曾代表日本参加2020年夏季残疾人奥林匹克运动会田径比赛，获得男子5000米T11级银牌。